# Liebe zum Dessert
Liebe zum Dessert (Originaltitel: Just Desserts) ist eine Liebeskomödie von dem Regisseur Kevin Connor aus dem Jahr 2004 mit Lauren Holly, Costas Mandylor und Dorie Barton in den Hauptrollen. Der Film wurde von Hallmark Entertainment für die Reihe der Hallmark Channel Original Movies produziert.

## Handlung
Die Bäckerei von Marco Polonis Familie liegt in der New Yorker Bronx und hat eine 50-jährige Tradition. Doch das Geschäft läuft schlecht. Die Familie überlegt die Bäckerei zu verkaufen, aber das kommt für Marco Polonis nicht in Frage. Er nimmt mit Grace Carpenter an einem Backwettbewerb teil, wo sie 250.000 Dollar gewinnen können. Anfangs läuft es wirklich gut für die beiden, doch dann sieht Marco seinen Erzfeind aus der Schulzeit „Jacques du Jacques“, der mit seiner Partnerin die größten Konkurrent von Marco und Grace sind.  Und das ist noch nicht alles: In der Jury sitzt sein früherer Ausbilder Emil und mit dem versteht er sich auch nicht besonders. Und als ob das nicht schon reicht, verliebt sich Marco in Grace, aber Grace ist schon vergeben. Doch dann wendet sich das Blatt für beide. Sie gewinnen den Wettbewerb und Grace erkennt ihre Liebe für Marco.

## Hintergründe
Costas Mandylor und Lauren Holly spielten schon vor Liebe zum Dessert zusammen und zwar in Picket Fences – Tatort Gartenzaun, auch dort spielten sie ein Liebespaar.

### Erstaufführungen
Liebe zum Dessert wurde am 8. Februar 2004 im Hallmark Channel uraufgeführt. Die deutsche Erstaufführung war am 17. Mai 2008 auf RTL.